# 虛擬性交
虛擬性交（virtual sex）或稱“虛擬性爱”,“文爱”，是兩人或多人用通訊設備來模擬性活動過程，實際上往往只是遠距色情體驗的性幻想或輔助彼此自慰的性舉措，藉以滿足性欲。
虛擬性交主要形式包括電話性交和網絡性交。隨互聯網科技日益普遍，有更多人從事有關虛擬調情的行業進行金錢交易而獲利。